# Động vật nhai lại

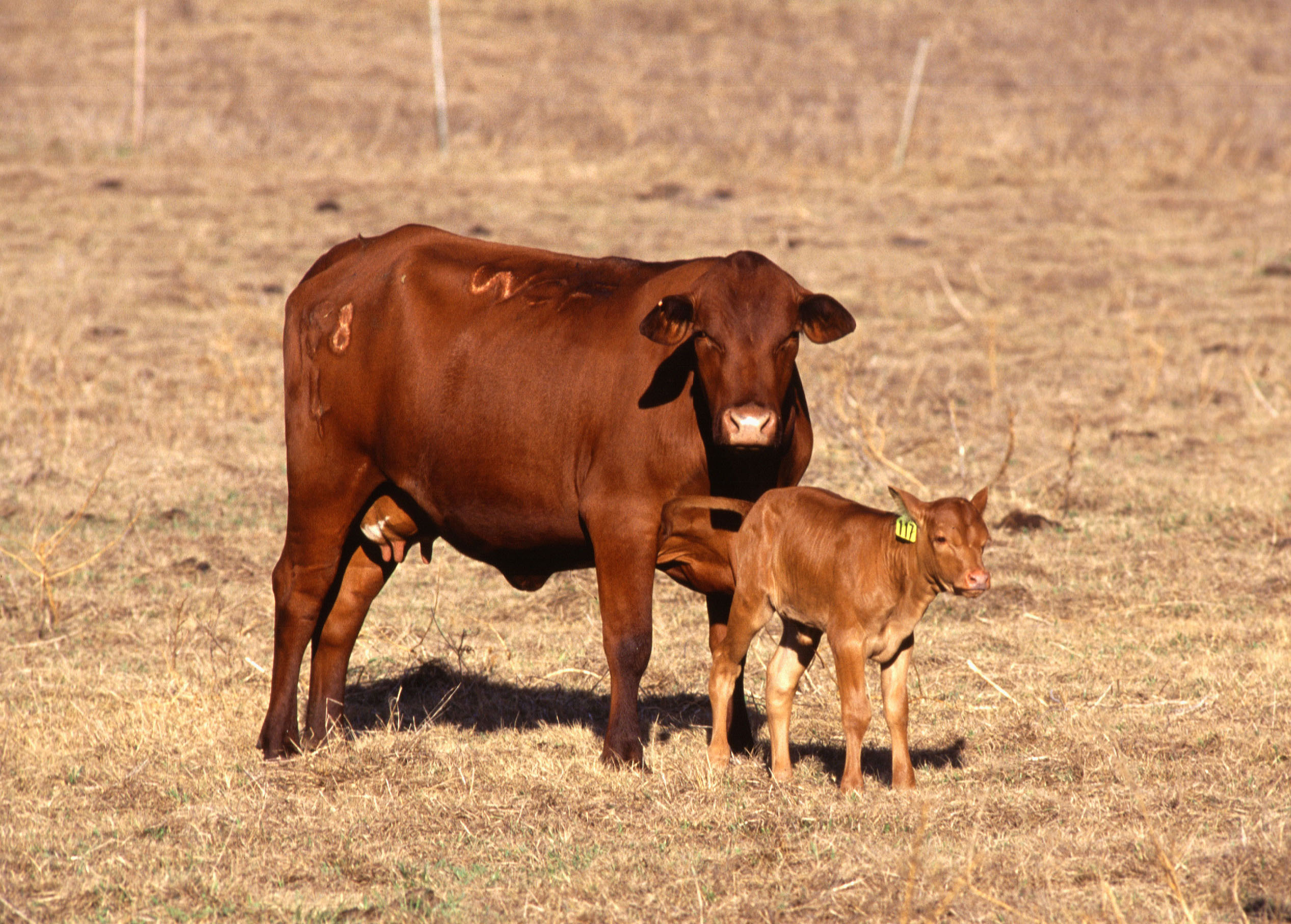
Bò và bê

Động vật nhai lại là bất kỳ động vật móng guốc nào mà quá trình tiêu hóa thức ăn của chúng diễn ra trong hai giai đoạn. Giai đoạn thứ nhất chúng ăn thức ăn thô và nuốt vào dạ dày. Giai đoạn thứ hai, chúng ợ thức ăn đã phân hủy một phần trong dạ dày trở lại miệng để nhai lại. Động vật nhai lại bao gồm trâu, bò, dê, gold atula, lạc đà, lạc đà không bướu, hươu cao cổ, bò rừng bizon, hươu, nai, linh dương đầu bò và linh dương. Phân bộ Ruminantia bao gồm gần như tất cả các loài này, ngoại trừ lạc đà và lạc đà không bướu, là các loài thuộc về phân bộ Tylopoda. Động vật nhai lại cũng chia sẻ các đặc trưng giải phẫu khác ở chỗ chúng đều là động vật có số lượng ngón chân chẵn (Bộ Guốc chẵn).
Động vật nhai lại có dạ dày gồm bốn ngăn, được gọi là dạ cỏ, dạ tổ ong, dạ lá sách và dạ múi khế. Trong hai ngăn đầu tiên (dạ cỏ và dạ tổ ong), thức ăn được trộn lẫn với nước bọt và tách ra thành các lớp thức ăn rắn và lỏng. Các thức ăn rắn kết thành khối để tạo ra thức ăn nhai lại. Thức ăn nhai lại sau đó được ợ trở lại miệng để chúng nhai chậm nhằm trộn lẫn thức ăn này triệt để hơn với nước bọt, có tác dụng phân hủy sâu hơn nữa các sợi thức ăn. Các sợi thức ăn, đặc biệt là xenluloza, bị phân hủy thành glucoza trong các ngăn này bởi các vi khuẩn cộng sinh và các động vật nguyên sinh. Các sợi thức ăn đã bị phân hủy, bây giờ trở thành phần lỏng của khối thức ăn và chuyển qua dạ cỏ tới ngăn dạ dày tiếp theo là dạ lá sách, tại đây nước bị loại bỏ. Sau quá trình này thức ăn đang tiêu hóa được chuyển tới ngăn cuối cùng là dạ túi khế. Thức ăn trong dạ túi khế được tiêu hóa giống như trong dạ dày người. Cuối cùng thức ăn được chuyển tới ruột non và tại đây các chất dinh dưỡng được hấp thụ.
Gần như tất cả glucoza tạo ra nhờ sự phân hủy xenluloza được các vi khuẩn cộng sinh sử dụng. Động vật nhai lại thu được năng lượng từ các axít béo dễ biến đổi do các vi khuẩn này tạo ra: chẳng hạn axít axêtic, axít propionic và axít butyric.

## Thông tin khác
- Một trong những yêu cầu của Kashrut (luật về chế độ ăn kiêng của người Do Thái) đối với động vật sống trên đất liền là động vật nhai lại thức ăn của chúng.
- Từ "nhai lại" trong tiếng Việt khi dùng trong văn chương còn có nghĩa ẩn dụ, chỉ sự lặp lại một điều gì đó của người khác mà không cần suy nghĩ gì. Nó khác với phép ẩn dụ trong tiếng Anh, trong đó động từ ruminate (nhai lại) lại có nghĩa ẩn dụ là sự suy nghĩ thấu đáo hay suy nghĩ sâu sắc.